# Pontevès
Pontevès är en kommun i departementet Var i regionen Provence-Alpes-Côte d'Azur i sydöstra Frankrike. Kommunen ligger i kantonen Barjols som tillhör arrondissementet Brignoles. År 2022 hade Pontevès 764 invånare.

## Befolkningsutveckling
Antalet invånare i kommunen Pontevès
| Referens: INSEE |